# Dolgoje (Kaliningrad)
Dolgoje (russisch Долгое, deutsch Beinigkehmen, 1938 bis 1945 Beinicken, litauisch Beininkaimis) ist eine Siedlung in der russischen Oblast Kaliningrad. Sie gehört zur kommunalen Selbstverwaltungseinheit Munizipalkreis Krasnosnamensk im Rajon Krasnosnamensk.

## Geographische Lage
Dolgoje liegt vier Kilometer nordwestlich der Rajonstadt Krasnosnamensk (Lasdehnen/Haselberg) am Südufer der Scheschuppe (1939 bis 1945: Ostfluß, litauisch: Šešupė) und ist über eine Stichstraße von der Regionalstraße 27A-025 (ex R508) aus zu erreichen. Bis 1944 bestand Bahnanschluss über die Bahnstation in Lasdehnen/Haselberg, die Endpunkt der von Pillkallen kommenden Bahnstrecke der Pillkaller Kleinbahn war.

## Ortsname
Unweit des Ortes lag der sogenannte Blocksberg. Der Sage nach war dort bis zum Eintreffen des Ordens der Sitz der prußisch-schalauischen Edlen namen Beiningh (Beinicke?), an deren Namen sich die litauische und deutsche Ortsbezeichnung zu orientieren schien.

## Geschichte

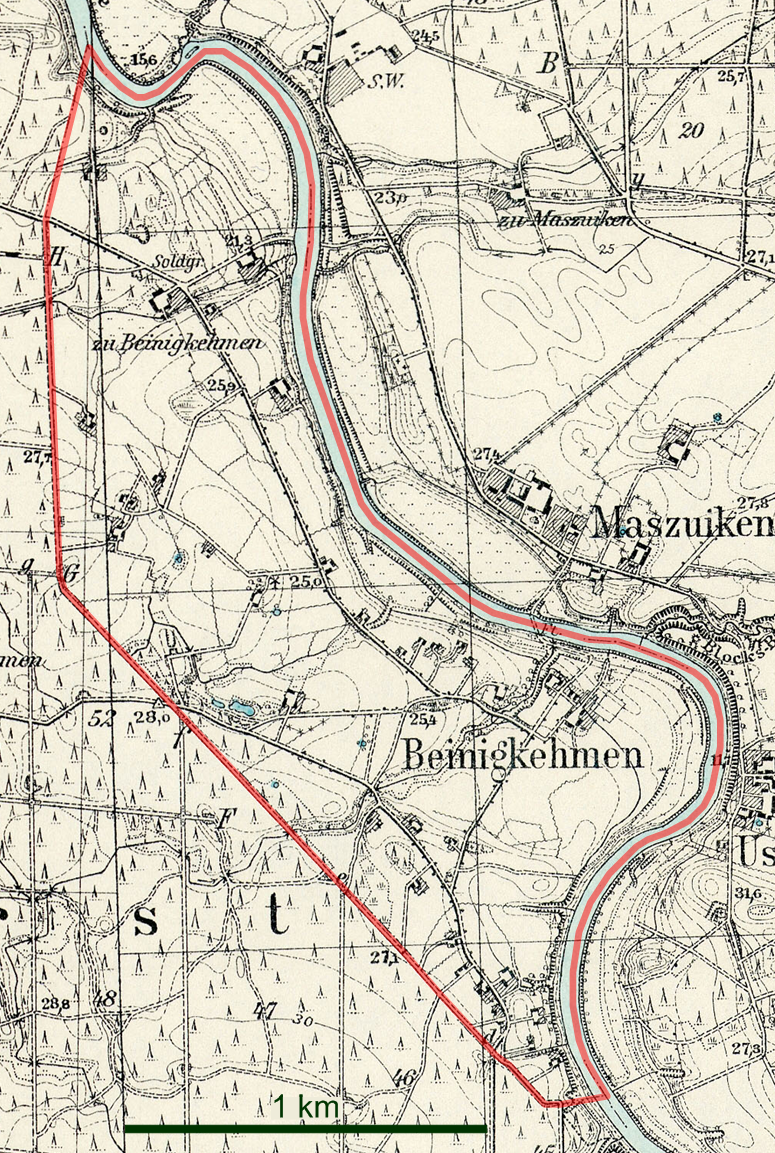
Die Landgemeinde Beinigkehmen auf einem Messtischblatt von 1927

Das einstmalige Benigk wurde 1486 bis 1490 gegründet und galt als die älteste Siedlung im Kreis Pillkallen. Um 1780 war Bainigkehmen ein königliches Dorf. 1874 wurde die Landgemeinde Beinigkehmen in den neu gebildeten Amtsbezirk Jucknaten im Kreis Pillkallen eingegliedert. 1938 wurde Beinigkehmen in Beinicken umbenannt.
In Folge des Zweiten Weltkrieges kam der Ort 1945 mit dem nördlichen Ostpreußen zur Sowjetunion. 1947 erhielt er die russische Bezeichnung Dolgoje und wurde gleichzeitig dem Dorfsowjet Podgorodnenski selski Sowet im Rajon Krasnosnamensk zugeordnet. Später gelangte Dolgoje in den Timofejewski selski Sowet. Von 2008 bis 2015 gehörte der Ort zur Landgemeinde Alexejewskoje selskoje posselenije, von 2016 bis 2021 zum Stadtkreis Krasnosnamensk und seither zum Munizipalkreis Krasnosnamensk.

### Einwohnerentwicklung
| Jahr | Einwohner | Bemerkungen                 |
| ---- | --------- | --------------------------- |
| 1867 | 182       |                             |
| 1871 | 183       |                             |
| 1885 | 176       |                             |
| 1905 | 209       | davon 44 litauischsprachige |
| 1910 | 196       |                             |
| 1933 | 179       |                             |
| 1939 | 147       |                             |
| 1984 | ~ 80      |                             |
| 2002 | 62        |                             |
| 2010 | 69        |                             |
| 2021 | 35        |                             |

## Kirche

### Evangelisch
Die Mehrheit der Bevölkerung Beinigkehmens resp. Beinickens war vor 1945 evangelischer Konfession. Der Ort war in das Kirchspiel der Kirche Lasdehnen (der Ort hieß zwischen 1938 und 1946: Haselberg, heute russisch: Krasnosnamensk) eingegliedert, die zum Kirchenkreis Pillkallen (Schloßberg) in der Kirchenprovinz Ostpreußen der Kirche der Altpreußischen Union gehörte. Heute liegt Dolgoje im Einzugsbereich der neu entstandenen evangelisch-lutherischen Gemeinde in Sabrodino (Lesgwangminnen, 1938 bis 1946 Lesgewangen) innerhalb der Propstei Kaliningrad (Königsberg) der Evangelisch-lutherischen Kirche Europäisches Russland.

### Katholisch
Nur ein sehr kleiner Teil der Einwohnerschaft Beinigkehmens war vor 1945 katholischer Konfession. Die Pfarrei lag weit entfernt im kleinen Ort Bilderweitschen (1938 bis 1946: Bilderweiten, heute russisch: Lugowoje) im südlich gelegenen Kreis Stallupönen (1939 bis 1945: Kreis Ebenrode) und gehörte zum Dekanat Tilsit (russisch: Sowetsk) im römisch-katholischen Bistum Ermland.